# 大山脚日新独立中学
大山脚日新独立中学（英語：Jit Sin Independent High School）是一所位于马来西亚槟城大山脚的华文独立中学。設有初中1至3年級，高中1至3年級。

## 軟事
- 《平旦漫畫》漫畫家王德志曾在1980年代就讀日新獨中。愛女王茹成也在2010年代晚期報讀同校。[2]